# Eric van Weddingen
Éric Jean Pierre Martin baron van Weddingen (Ukkel, 18 januari 1948 - Oudergem, 26 maart 2024) was een Belgisch advocaat en liberaal politicus voor de PRL en MR.

## Levensloop
Hij is een zoon van Jean van Weddingen, inspecteur bij de Nationale Bank, lid van het Geheim Leger en 'Nacht-und-Nebel'-gevangene. Van beroep was Eric Van Weddingen advocaat en ambtenaar-generaal, tevens was hij van 1986 tot 1987  Koninklijke Commissaris voor de harmonisering en vereenvoudiging van de fiscaliteit en was hij van 1981 tot 1985 kabinetschef van de federale ministers Albert Demuyter en Paul Hatry en van 1985 tot 1988 adjunct-kabinetschef van Waals minister Charles Aubecq.
Hij begon zijn politieke carrière in 1982 als gemeenteraadslid te Sint-Pieters-Woluwe en was er van 1983 tot 2006 ook schepen. Hij was tevens van 1981 tot 1984 provincieraadslid en ondervoorzitter van de provincieraad van Brabant. Van 1989 tot 1991 en van 1995 tot 1999 was hij lid van het Brussels Hoofdstedelijk Parlement voor de PRL. Hij was van 1995 tot 1999 leider van de PRL-FDF-fractie. Daarnaast was hij van 1991 tot 1995 lid van de Belgische Senaat als provinciaal senator voor Brabant en was hij van 1989 tot 1991 lid van de Kamer van volksvertegenwoordigers als opvolger van François-Xavier de Donnea. Van 1999 tot 2003 was hij opnieuw Kamerlid als opvolger van Jacques Simonet (van 1999 tot 2000) en wederom van De Donnea (van 2000 tot 2003). 
Op 22 mei 2005 werd hij in de Belgische erfelijke adel opgenomen, met de persoonlijke titel van baron; tevens is hij commandeur in de Leopoldsorde. Hij is getrouwd met Isabelle Cantet en ze hebben een dochter.

## Literatuur

Wapen van Eric van Weddingen